# Basil Davidson
Basil Davidson (Bristol, 9 november 1914 - Londen, 9 juli 2010) was een Engelse historicus, spion en afrikanist.
Davidson was gespecialiseerd in het Portugese koloniale rijk, dat tot de Anjerrevolutie bleef voortbestaan. Hij schreef meerdere boeken over diverse aspecten van Afrika en over de geschiedenis van Afrika en maakte films over de actuele problemen van het werelddeel. Centrale thema's in zijn werk waren het Europees kolonialisme en het ontstaan van de Afrikaanse bevrijdingsbewegingen.
Van 1931 tot 1939 was Davidson redacteur bij het Britse blad The Economist. Van 1940 tot 1945 deed hij dienst bij het Britse leger en eindigde er als luitenant-kolonel. In 1939 werd hij officier bij de Britse geheime dienst, de Secret Intelligence Service of MI-6, in de afdeling D voor sabotage en werd naar Boedapest gezonden onder de dekmantel er een persagentschap op te richten. Bij de Duitse invasie in april 1941 verhuisde hij naar Belgrado. Van einde 1942 tot midden 1943 stond hij aan het hoofd van de Joegoslavische afdeling van de geheime dienst Special Operations Executive te Caïro. In januari 1945 werd hij verbindingsofficier van de partizanen in Ligurië.
Na de oorlog keerde hij terug naar de journalistiek en was tot 1947 correspondent voor Parijs in Londen voor de Times en vervolgens redacteur van de krant voor Europa.
Door zijn dertig boeken over Afrika en zijn historisch werk werd Davidson een autoriteit en leverde hij een belangrijke bijdrage tot de kennis van de geschiedenis van Afrika, in de jaren vijftig nog een impopulair onderzoeksterrein. Davidson beschreef de prekoloniale verworvenheden van de Afrikanen, de catastrofale gevolgen voor het continent van de slavenhandel en het kolonialisme en de negatieve effecten die de natievorming in Afrika teweegbracht.

## Onderscheidingen
Met The Lost Cities of Africa won Davidson in 1960 de Anisfield-Wolf-prijs voor het beste boek over racisme in de literatuur. In 1970 ontving hij de Gouden Medaille van Haile Selassie voor zijn werk over de geschiedenis van Afrika. In 1976 kreeg hij de "Amílcar Cabral-medaille". In 1980 werd hij eredoctor van The Open University in Groot-Brittannië en in 1981 van de Universiteit van Edinburgh.

## Publicaties
Nederlandstalig
- Afrika en de vloek van de natie-staat. (Vert.: Stan Verschuuren). Amsterdam, Mets, 1994. ISBN 9053301003
- Afrika: een groots continent. Haarlem, Rostrum, 1984.
- Afrikanen: een inleiding tot hun cultuur. Uitg. Nelissen, 1971.
- Oud-Afrika opnieuw ontdekt. (Vert. Margrit de Sablonière). Hilversum, De Boer, 1967.
- Oude Afrikaanse koninkrijken. Amsterdam, Het Parool, 1967.

Engelstalig (selectie)
- Let Freedom Come: Africa in Modern History
- The Black Man's Burden: Africa and the Curse of the Nation-State;
- A History of Africa
- Lost Cities of Africa
- African Kingdoms
- African Civilization Revisited: From Antiquity to Modern Times
- Old Africa Rediscovered
- Black Mother
- Africa in History
- The Africans
- The Liberation of Guine
- In The Eye of the Storm: Angola's People
- Africa in Modern History
- Partisan Picture
- Golden Horn (novel)
- Special Operations Europe: Scenes From the Anti-Nazi War (1980)
- Black Star
- West Africa Before the Colonial Era